# Sticky End
Sticky End (engl. für „klebriges Ende“) oder auch Klebeende heißt das Ende eines DNA-Abschnitts, wenn einer der beiden Einzelstränge wenige Basen über das Ende hinausragt. Wenn das der Fall ist, kann sich ein anderer DNA-Strang mit dazu komplementär passendem sticky End daran anheften – daher der Name. Das Gegenteil – also das Ende eines DNA-Doppelstrangs ohne Überhang – heißt blunt end (engl. für „glattes Ende“).
Sticky Ends entstehen vor allem beim Restriktionsschnitt mit bestimmten Restriktionsenzymen.
Beispiel: Restriktionsschnitt mit dem Enzym EcoRI
| Erkennungssequenz         | Restriktionsschnitt         |
| ------------------------- | --------------------------- |
| 5'-GAATTC-3' 3'-CTTAAG-5' | 5'-G AATTC-3' 3'-CTTAA G-5' |

Da die Erkennungssequenzen der Restriktionsenzyme palindromisch sind, sind die beiden entstehenden sticky Ends identisch.
Meistens sind sticky Ends erwünscht, weil sie das gezielte Verknüpfen von DNA-Strängen ermöglicht (siehe Ligation). Hierzu werden die beiden gewünschten DNA-Abschnitte mit demselben Enzym ausgeschnitten und weisen damit zueinander passende sticky Ends auf.